# Tochmarc Étaíne
Tochmarc Étaíne (lett. "Il corteggiamento di Étaín") è uno dei primi testi del Ciclo mitologico irlandese e presenta anche personaggi del Ciclo dell'Ulster e dei Cicli dei Re. Racconta le vite e gli amori di Étaín/Éadaoin, una bellissima donna mortale degli Ulaid, e il suo coinvolgimento con Aengus e Midir dei Túatha Dé Danann.
È spesso citato come possibile "testo di partenza" per il componimento in lingua inglese media Sir Orfeo.

## Storia
Il Tochmarc Étaíne è parzialmente conservato nel manoscritto noto come Lebor na hUidre (1106 circa), conservato presso la Royal Irish Academy (Dublino), mentre una copia completa è parte del successivo Libro Giallo di Lecan (1401 circa), conservato presso il Trinity College. Il testo è scritto in una lingua che si ritiene risalga all'VIII o al IX secolo. Il professore di Harvard Jeffrey Gantz definisce il testo una dimostrazione del "senso poetico del diritto" nella società irlandese.

## Contenuti

### Trama
Sebbene ciò non sia stato correttamente indicato nei manoscritti originari, gli editori Bergin e Best hanno diviso il Tochmarc Étaíne (TE) in tre sottosezioni: TE I (§§ 10), TE II (§§ 11-14) e TE III (§§ 14-26).
TE I
1. La storia inizia con la concezione di Aengus da parte di Dagda e Boand, moglie di Elcmar. Aengus è allevato da Midir e quando cresce prende possesso del Brú na Bóinne da Elcmar.
2. Midir visita Aengus ma viene accecato da un rametto di agrifoglio lanciato dai ragazzi che suonano il Brug e, dopo essere stato guarito dal medico Dian Cecht, chiede un risarcimento ad Aengus: tra le altre cose, la mano della donna più bella d'Irlanda! Ha già identificato questa donna: Étaín, figlia di Ailill, re degli Ulaid. Per conquistarla per Midir, Aengus deve svolgere vari compiti per Ailill, tra cui ripulire le pianure e deviare i fiumi, oltre a pagare il suo peso in oro e argento. Midir prende a questo punto Étaín in moglie.
3. La prima moglie di Midir, Fuamnach, per gelosia, trasforma la fanciulla mortale in una pozza d'acqua dalla quale, evaporando, emerge una bellissima mosca viola. Midir sa che la mosca è Étaín e lei lo accompagna ovunque vada. Fúamnach evoca allora una tempesta che cattura la mosca liberandola solo dopo sette anni sui vestiti di Aengus. Aengus le fa una pergola di cristallo che si porta appresso, finché non torna in salute. Fuamnach evoca un'altra tempesta e sottrae Étaín ad Aengus che dopo altri sette anni atterra in una coppa d'oro nelle mani della moglie di Étar, un guerriero degli Ulaid, al tempo di Conchobar mac Nessa. La moglie di Étar beve dalla tazza, ingoia la mosca e rimane incinta. Étaín rinasce, 1012 anni dopo la sua prima nascita. Nel frattempo, Aengus dà la caccia a Fúamnach e le taglia la testa.

TE II

Il Re supremo d'Irlanda Eochaid Airem cerca una moglie, perché i re d'Irlanda non si sottometteranno a un re senza regina, ed invia messaggeri per trovare la donna più bella dell'isola. Eochaid trova così Étaín, se ne innamora e la sposa ma anche suo fratello Ailill s'innamora di lei e langue d'amore non corrisposto. Eochaid lascia Tara per un visitare il suo regno, lasciando Étaín con il morente Ailill che le racconta la causa della sua malattia a suo dire guaribile da una parola di lei. Étaín gli dice allora che lo vuole in salute e lui inizia a stare meglio ma insinua che la cura sarà completa solo se lei accetterà d'incontrarlo sulla collina sopra la casa, in modo da non svergognare il re nella sua stessa dimora. Accetta di farlo tre volte ma ogni volta che va a incontrarlo incontra Midir che ha addormentato Ailill e preso il suo aspetto. Nella terza occasione Midir si rivela ad Étaín e le racconta del suo passato ma lei non lo riconosce. Accetta comunque di andare con lui ma solo se Eochaid gli e lo concederà.
TE III

Più tardi, dopo che Ailill s'è completamente ripreso ed Eochaid è tornato a casa, Midir arriva da Tara e sfida il re ad una partita di fidchell, un antico gioco da tavolo irlandese. Mentre la posta in gioca continua a salire, Eochaid continua a vincere e Midir a pagare: tra i vari pegni, deve costruire una strada rialzata attraverso la palude di Móin Lámrige. Alla fine, Midir propone come posta un bacio e un abbraccio di Étaín e questa volta vince. Eochaid dice a Midir di tornare dopo un anno per riscuotere e riunisce i suoi migliori guerrieri a Tara per prepararsi al suo ritorno. Nonostante la guardia pesante, Midir appare all'interno della casa. Eochaid accetta che Midir possa abbracciare Étaín ma, quando lo fa, la coppia vola via attraverso il lucernario, trasformandosi in cigni.

Eochaid ordina ai suoi uomini di sbancare ogni síd (tumulo delle fate) d'Irlanda fino a quando sua moglie gli verrà restituita. Quando gli Ulaid scavano il síd di Midir a Brí Léith, il Tuatha appare e promette di restituire Étaín. Midir si reca però all'appuntamento con cinquanta donne che s'assomigliano tutte e dice a Eochaid di scegliere quale è Étaín. Il re sceglie la donna che pensa sia sua moglie, la porta a casa e giace con lei, ingravidandola di una figlia. Midir appare ad Eochaid e lo informa che Étaín era incinta quando venne rapita e che la donna scelta dal re era la sua stessa figlia, nata nel síd di Midir. Per la vergogna, Eochaid ordina di abbandonare la figlia del suo incesto e questa viene raccolta e cresciuta da un pastore e da sua moglie per divenire poi sposa del successore di Eochaid , Ederscel, e madre del Re Supremo Conaire Mor (nel Togail Bruidne Dá Derga è chiamata Mess Búachalla ed è la figlia di Étaín e Eochaid Feidlech). La storia si conclude con la morte di Eochaid per mano di Sigmall Cael, nipote di Midir.

## Influenze culturali
La storia d'amore cavalleresca di Sir Orfeo, che racconta la storia di Orfeo come un re che salva sua moglie dal re delle fate, mostra così tanti motivi in comune con questo racconto che sembra che abbia avuto una grande influenza su Sir Orfeo.

### Fonti manoscritte
- Libro Giallo di Lecan., presso Trinity College (Dublino) H 2.16, col. 876-877 (= facs. P 175a-b).
- MS G4. presso National Library of Ireland (Dublino), frammento di vello datato 1391 prec. appartenente al YBL, col. 985-97.
- Egerton 1782. ff. 106r-108v, presso British Library (Londra) (parte centrale incorporata nel Togail Bruidne Da Derga).
- Lebor na hUidre. presso Royal Irish Academy (Dublino), 23 E 25 O, 10636-10707; 10790-10915.
- MS H3.18. pp. 605-606, presso Trinity College (Dublino).

### Edizioni e traduzioni
- (EN) Müller Edward (a cura di), Scé Ailill & Étaine, in Revue Celtique, n. 3, 1878,  pp. 351-60. - Editio princeps da Egerton
- (DE) Windisch E (a cura di), Tochmarc Étáine: 'Das Freien um Etain', in Irische Texte mit Übersetzungen und Wörterbuch, vol. 1, 1891,  pp. 113-133. - ed. basata su Egerton e LU.
- (DE) Stern LC (a cura di), Das Märchen von Étáin, in Zeitschrift für celtische Philologie, vol. 5, 1905,  pp. 523-36. - ed. basata su LU con estratti glossati da H3.18
- (EN) Bergin O e Best RI, Tochmarc Étaíne, in Ériu, n. 12, 1938,  pp. 137-196. - G4 e YBL.
- (DE) Thurneysen R (a cura di), Etain und Ailill Anguba, in Sagen aus dem alten Irland, Berlino, Thurneysen R, 1901,  pp. 77ss. - ed. basata sulla recensione II di YBL e LU.
- (EN) Leahy AH (a cura di), Courtship of Etain, in Heroic Romances of Ireland, vol. 1, Londra, 1905,  pp. 1-32. - introd. e trad. da LU ed Egerton; Idem, vol. 2, pp. 143-61 - ed. e trad. basate sulla conclusione di LU.
- (EN) Dillon M (a cura di), Tochmarc Étaíne, in Irish Sagas, Dublino, 1959,  pp. 11-23. - basato su una combinazione di fonti.
- (FR) Guyonvarc'h CJ (a cura di), La Courtise d'Étaín, in Celticum, n. 15, 1966,  pp. 283-327.
- (EN) Gantz J (a cura di), The Wooing of Étaíne, in Early Irish myths and sagas, Londra, Penguin Classics, 1981. - ed. basata su una combinazione di fonti.
- (EN) Tigges W (a cura di), Tochmarc Étaíne: An Old Irish Narrative, Leida, 2015. - ed. basata su Bergin-Best, contiene introduzione, testo completo standardizzato, commenti e glossario.

### Studi
- (EN) Fass Leavy B, Etain's Two Husbands: The Swan Maiden's Choice, in In Search of the Swan Maiden: A Narrative on Folklore and Gender, NYU Press, 1994,  pp. 277-302.
- (EN) Hibbard LA, Medieval Romance in England, Burt Franklin, 1963.
- (FR) Le Roux F, Commentaire du texte de la Courtise d'Étain, in Celticum, n. 15, 1966,  pp. 328-75.
- (EN) MacKillop J, Dictionary of Celtic Mythology, Oxford University Press, 1998,  pp. 359-361.